# Sydfrankrike

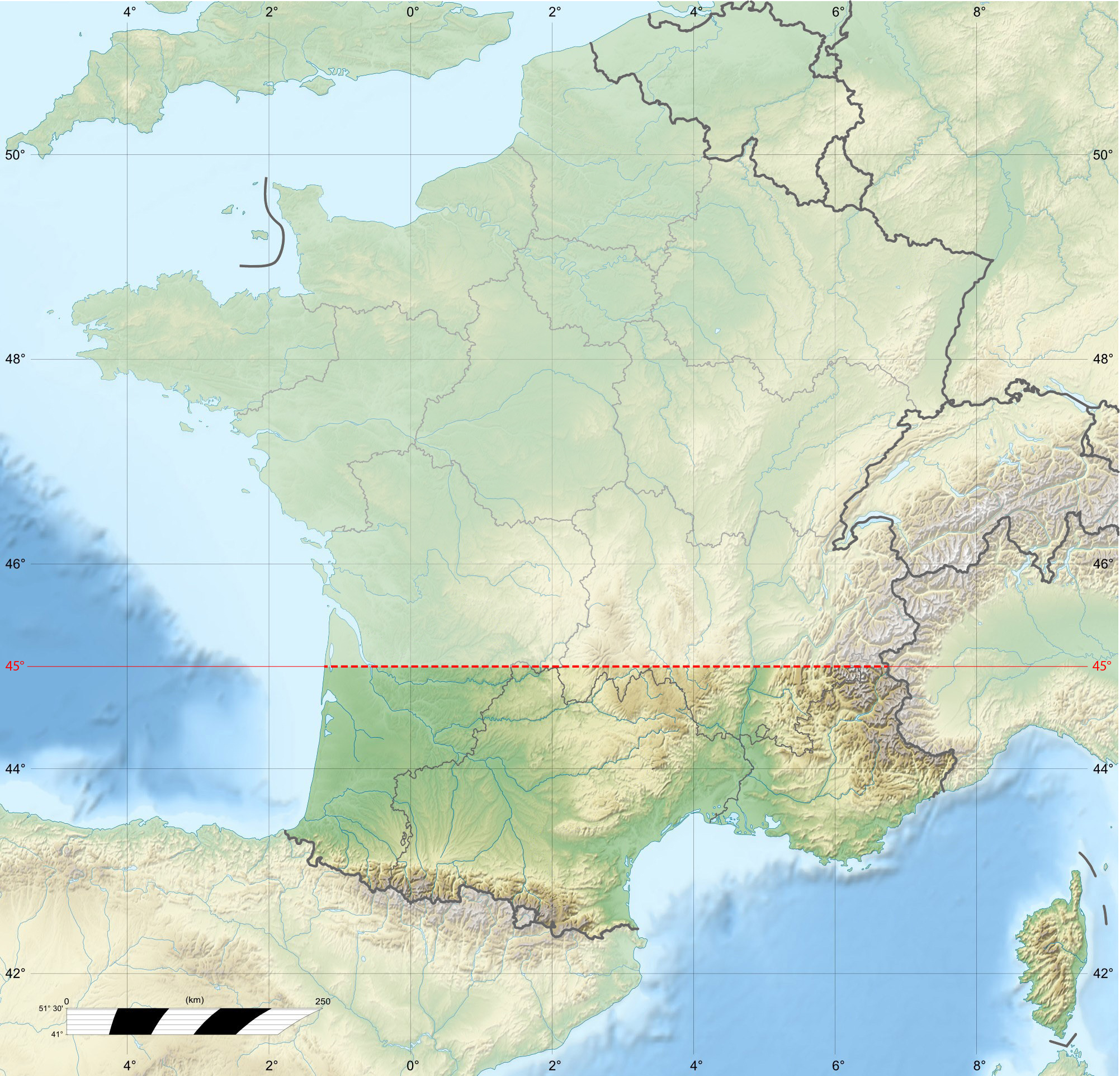
Sydfrankrike.

Sydfrankrike, även kallat le Midi, är den södra delen av Frankrike.
Området omfattar framförallt de historiska provinserna Akvitanien, Languedoc och Provence. Det sammanfaller till största delen med Occitanien.
De viktigaste städerna i Sydfrankrike är Marseille, Nice, Avignon, Grenoble, Montpellier, Bordeaux, Toulouse, Toulon och Cannes.
Området gränsar till Spanien, Andorra och Medelhavet i syd, Atlanten i väst och Italien i öst. Eftersom området gränsar till Medelhavet brukar det ibland räknas in i Sydeuropa. Korsika brukar räknas som en del av Sydfrankrike. 